# Crisiella complecta
Crisiella complecta är en mossdjursart som först beskrevs av Kluge 1955. Crisiella complecta ingår i släktet Crisiella, och familjen Crisiidae. Inga underarter finns listade i Catalogue of Life.